# Ковачите
Кова́чите (болг. Ковачите) — село в Сливенській області Болгарії. Входить до складу общини Сливен.

## Населення
За даними перепису населення 2011 року у селі проживали 853 особи, з них 776 осіб (99,7 %) — болгари.
Розподіл населення за віком у 2011 році:
Динаміка населення: